# Oběhová soustava ptáků
Oběhová soustava ptáků se vyznačuje určitou konvergencí se savčí. Ptačí srdce je čtyřdílné (2 předsíně a 2 komory), přepážka mezi levou a pravou polovinou je úplná. K mísení redukované a oxidované krve nedochází. Levá aorta plazů zanikla a z levé komory vystupuje jediná tepna, pravá aorta. Z oblouku aorty vystupuje párový truncus brachiocephalicus, který se štěpí na krkavice, podklíčkové tepny a hrudní tepny. Z pravé komory vystupuje plicní tepna, která se pak větví na levou a pravou. Do levé předsíně ústí obě plicní žíly takřka společným kmenem. Do pravé předsíně vstupuje zadní dutá žíla a po jejích stranách pravá a levá přední dutá žíla. Pro ptáky je charakteristické spojení obou jugulárních žil na krku příčnou spojkou a přítomnost četných arterio-venosních spojek (anastomóz) na periferních místech těla, kde fyzikální cestou napomáhají termoregulaci exponovaných míst. Na rozdíl od savců mají ptáci podobně jako plazi ještě vrátnicový oběh v ledvinách, i když omezený. Spočívá v tom, že redukovaná krev z vena hypogastrica není vedena k srdci, ale vrací se přes kapilární síť ledvin a vena renalis do zadní duté žíly.
Ptáci mají relativně největší srdce z obratlovců a absolutně nejvyšší krevní tlak, rychlost tepu a tělesnou teplotu. Hmotnost srdce dosahuje u velkých ptáků 1% a více, u kolibříků více než 2 % z celkové hmotnosti těla. Krevní tlak se pohybuje mezi 20-67 kPa (150-200 mm Hg), rychlost tepů za minutu 120-800 (u kolibříků až 1000 tepů za minutu), tělesná teplota 40-44 °C. Tyto hodnoty značně kolísají (mimo teploty) a všeobecně jsou v negativní korelaci s velikostí těla. Krevní tlak a puls se také mění v závislosti na pohybové aktivitě. Červené krvinky jsou oválné a mají jádro.